# Whitehead Sistemi Subacquei
La WASS - Whitehead Alenia Sistemi Subacquei S.p.A. è stata una società controllata di Finmeccanica S.p.A. attiva nel settore della costruzione di sistemi di difesa subacquei, come siluri e sonar. Dal 1º gennaio 2016, le attività di WASS sono confluite nella Divisione Sistemi di Difesa, nell'ambito del settore Elettronica, Difesa e Sistemi di Sicurezza di Leonardo - Finmeccanica S.p.A..
Il 14 gennaio 2025 Fincantieri ha completato l’acquisizione della linea di business Underwater Armaments & Systems (UAS) di Leonardo mediante l’acquisto dell’intero capitale sociale della società di nuova costituzione WASS Submarine Systems S.r.l., nella quale la linea di business UAS è stata previamente conferita.

## Le origini
Le origini dell'azienda risalgono al 1875 quando l'ingegnere inglese Robert Whitehead inaugurò a Fiume, città allora dell'Impero austro-ungarico, la Torpedo Fabrik von Robert Whitehead, primo impianto al mondo per la produzione di siluri.
Robert Whitehead nel 1856 era stato contattato per assumere l'incarico di direttore nella Fonderia Metalli di Fiume che nel 1858 avrebbe assunto la denominazione di Stabilimento Tecnico di Fiume, dove si producevano motori e caldaie a vapore tra i più moderni dell'epoca che venivano installati sulle navi della Marina Imperiale Austriaca. Whitehead a Fiume avviò una collaborazione con Giovanni Luppis, fiumano ed ufficiale della Marina Austro-Veneziana, che volendo trovare un mezzo di difesa delle coste dalle incursioni navali aveva pensato ad un ordigno filoguidato che chiamò (in italiano) salvacoste. L'ordigno venne poi perfezionato dalla collaborazione tra Luppis e Whitehead, dando vita al siluro. Il prototipo della nuova arma venne valutato positivamente da una commissione della Marina Imperiale e i due ingegneri furono incaricati di produrre un primo lotto che sarebbe servito a scopi sperimentali e la stessa Marina Imperial-Regia decise di acquisire i diritti di uso e riproduzione a titolo non esclusivo dei siluri prodotti a Fiume.
Nel 1873 lo Stabilimento Tecnico Fiumano dichiarò bancarotta e due anni dopo venne rilevato da Whitehead assumendo la denominazione "Torpedo Fabrik von Robert Whitehead", grazie alle anticipazioni delle somme della Marina Imperiale Tedesca per la costruzione di 100 siluri da 381 millimetri e la garanzia che la Germania avrebbe continuato a rifornirsi di siluri, lanciasiluri e compressori presso lo stabilimento Whitehead per 10 anni consecutivi.
L'azienda vide accrescere le commesse con ordini anche di varie marine estere tra cui la US Navy. Oltre a vendere ai vari governi il diritto d'uso e di riproduzione dei suoi prodotti, l'azienda istituì filiali, oppure concorse ad impiantare all'estero silurifici governativi o privati.
Nel 1905 l'azienda diventò Società per Azioni assumendo la denominazione Torpedo Fabrik Whitehead e Co. Gesellschaft. Nello stesso anno con la morte di Whitehead il gruppo Vickers-Armstrong Whitworth acquistò il pacchetto di maggioranza delle azioni.
Dall'inizio del primo conflitto mondiale il Silurificio di Fiume lavorò esclusivamente per gli Imperi Centrali.
Al termine del conflitto, concluso con la sconfitta degli Imperi Centrali, l'azienda fallì in seguito alla crisi che colpì la città. In seguito al Trattato di Roma, siglato il 27 gennaio 1924, che sanciva il passaggio della città di Fiume all'Italia lo stabilimento venne rilevato da un gruppo di imprenditori italiani guidato dell'Ingegnere Giuseppe Orlando che con la denominazione di Silurificio Whitehead di Fiume S.A., riprese la produzione di siluri, ricevendo commesse dalla Regia Marina e da diverse marine estere.

## Il silurificio di Livorno

Siluripedio di Porto Santo Stefano in fase di completamento prima dei bombardamenti del 1943

Nel 1937 l'azienda fiumana aprì a Livorno una sua filiale, che qualche anno dopo ebbe la denominazione di Società Moto Fides ed in entrambe le città l'attività di produzione bellica fu frenetica a causa della corsa agli armamenti che caratterizzò il periodo precedente la seconda guerra mondiale. Lo stabilimento di Livorno tuttavia non era ancora in grado di costruire siluri Whitehead e la sua attività inizialmente era limitata alla costruzione di parti per i siluri costruiti a Fiume e solamente verso la fine del 1941 dallo stabilimento della città tirrenica uscirono i primi siluri completi. Nel 1943 considerando la mole di lavoro che già la gravava e i tempi che correvano, fu deciso di realizzare un siluripedio sulla costa toscana da utilizzare in proprio, tra i siti presi in considerazione fu scelto Porto Santo Stefano, sull'Argentario. Distrutta dai bombardamenti alleati lo stesso anno, la struttura non entrò mai in funzione. I resti delle colonne portanti si trovano ancora in mare nei pressi dell'omonima località.

## Dalla seconda guerra mondiale ai nostri giorni
Con l'occupazione di Fiume da parte delle forze della resistenza jugoslava, guidate da Tito, avvenuta il 3 maggio del 1945 e che sarebbe stata formalizzata dal Trattato di Pace il 10 febbraio del 1947 con la cessione della città alla Jugoslavia, la Whitehead venne fusa il 31 luglio 1945 con il silurificio Moto Fides di Livorno, trasferendo la sua attività nella città toscana con la denominazione Whitehead-Motofides Stabilimenti Meccanici Riuniti S.p.A. Livorno, mentre a Fiume l'ex stabilimento Whitehead divenne sede di un'azienda meccanica con la denominazione "Torpedo".
La Whitehead-Motofides di Livorno entrò a far parte del gruppo Fiat nel 1945 riprendendo la sua attività con diverse produzioni, quali telai, compressori, componenti per autoveicoli, motori fuori bordo, oltre alla produzione militare per la quale l'azienda ha realizzato per la Marina Militare Italiana, a partire dagli anni sessanta, una serie di prodotti di alta tecnologia, come siluri antisommergibile, siluri a propulsione elettrica, a idrogetto, a guida attiva o passiva, a filoguida autocercante e componenti elettronici per contromisure difensive.
Tra i prodotti realizzati dal settore militare dell'azienda, il siluro leggero A-244, dal calibro di 324mm ed il siluro pesante da 533mm A-184. Il primo non ha mai equipaggiato le unità della Flotta della Marina Militare Italiana ma ha avuto un interessante successo di esportazione, mentre il secondo ha equipaggiato sia i sottomarini del tipo Toti, Sauro ed i modernissimi U-212 sia alcune unità di superficie impegnate nella lotta ASW come le Maestrale, oltre che essere stato esportato.
La produzione di motori per nautica da diporto è stata realizzata a partire dalla metà degli anni settanta ma solo a partire dai primi anni ottanta sui dépliant illustrativi apparve la scritta Fiat per la nautica.
Nel 1974 l'azienda ha inglobato la Fiat-Sezione Officine di Marina di Pisa ex Costruzioni Meccaniche Aeronautiche S.A. di Marina di Pisa, dove venivano prodotti accessori per auto. Gli stabilimenti di Marina di Pisa sarebbero stati poi chiusi nel 1986 e la loro produzione trasferita a Livorno.
Nel 1978 la maggioranza della Whitehead-Motofides venne acquisita dalla Gilardini S.p.A. società del gruppo FIAT.
Nel 1985 la Whitehead-Motofides viene scissa nella Motofides destinata alla produzione civile e militare per l'esercito e nella Whitehead destinata alla produzione di sistemi di difesa navale.
Nel 1990 l'azienda assume la denominazione di Whitehead S.p.A. in seguito alla fusione tra la Whitehead e la Misar, altra società del gruppo Gilardini.
Nel luglio 1993 la Whitehead S.p.A. ha costituito con le imprese francesi DCN e Thomson-CSF, operanti nel settore della difesa, il consorzio Eurotorp GEIE. I governi interessati avevano firmato nel 1991 un memorandum d'intesa di cooperazione industriale per un programma di sviluppo di una nuova generazione di siluri leggeri. L'azienda vi partecipa con una quota del 50% mentre la restante parte venne divisa tra DCN con il 26% ed il 24% di Thomson-CSF. Frutto di questa cooperazione fu lo sviluppo e la realizzazione di un comune sistema d'arma, sulla base di due progetti già esistenti nelle rispettive Marine, il Murene francese e il Progetto A-290 italiano, da cui nacque il siluro leggero MU-90 Impact che ultimata la fase sperimentale è in fase di produzione ed equipaggerà le unità FREMM ed Orizzonte ed è stato venduto alle marine di Francia, Germania, Danimarca, Polonia e Australia.
EuroTorp si occupa della commercializzazione del siluro A244/S mod. 3, costruito da WASS.
Nel 1994 l'azienda si trasforma in Sistemi Subacquei Welse S.p.A. con la fusione delle attività subacquee di Whitehead S.p.A., del gruppo Fiat Componenti e Impianti per l'Energia e l'Industria, Usea S.p.A. ed Alenia Elsag Sistemi Navali. Nel 1995 la Gilardini S.p.A. è stata inglobata dalla Magneti Marelli ed il settore militare è stato dismesso e ceduto a Finmeccanica. L'azienda uscita dopo mezzo secolo dall'orbita FIAT assunse fino al 2012 la denominazione "WASS Whitehead Alenia Sistemi Subacquei S.p.A.".
Nel 2012 c'è stato il cambio della denominazione sociale; oggi WASS Whitehead Sistemi Subacquei S.p.A., con l'eliminazione del termine "Alenia".

## La società oggi
Negli stabilimenti della ex WASS - Whitehead Sistemi Subacquei, presenti Livorno, a Pozzuoli e presso gli arsenali di La Spezia e Taranto, vengono sviluppati e prodotti siluri leggeri e pesanti, sistemi di lancio, contromisure antisiluro per navi e sommergibili e più sofisticati sistemi sonar. I siluri leggeri sono presenti in oltre 15 Paesi con oltre duemila sistemi consegnati con i rispettivi sistemi di lancio per piattaforme navali ed elicotteri, mentre i suoi sistemi di contromisure da sommergibile sono presenti su piattaforme subacquee di marine sia europee che extra-europee.
Il 70% della sua produzione è indirizzata verso stati come Germania, Francia, Danimarca, Polonia, Australia, Malaysia, India e i suoi sistemi sono operativi in 22 marine, compresi quella degli Stati Uniti.
Il 30 novembre 2007, a Nizza, nel corso di un vertice italo/francese, DCNS, Finmeccanica e Thales hanno annunciato la loro intenzione di unire le loro attività sui sistema d'arma subacquei, allo scopo di rafforzare, con tale cooperazione l'industria europea della difesa, e creare un leader tecnologico a livello mondiale nel mercato dei sistemi d'arma subacquea. A tal fine i tre partner hanno sottoscritto un accordo per la creazione di tre joint-venture:
- "Torpedo Program JV", che sarà responsabile di progettazione e sviluppo, marketing e vendite dei siluri e delle attività di gestione del programma e che sarà di proprietà al 51% di Finmeccanica e al 49% di DCNS.
- "Torpedo Manufacturing JV", che sarà responsabile delle fasi di test e produzione dei siluri e che sarà di proprietà al 51% di DCNS e al 49% di Finmeccanica.
- "Sonar JV" che sarà responsabile di progettazione, sviluppo, e produzione di sonar e che sarà di proprietà al 51% di Thales e al 49% di Finmeccanica.

WASS collabora con le realtà presenti nel territorio ed ha rapporti di collaborazione con enti, centri di ricerca e università, quali l'Accademia Navale di Livorno, il Dipartimento di Scienza dell’Informazione dell'Università di Pisa e la Scuola Superiore Sant'Anna di Pisa.